# Fano Calcio 1991-1992
Questa pagina raccoglie le informazioni riguardanti il Fano Calcio nelle competizioni ufficiali della stagione 1991-1992.

## Rosa
| N. |                   | Ruolo | Calciatore          |
| -- | ----------------- | ----- | ------------------- |
|    | Italia (bandiera) | A     | Attilio Bardi       |
|    | Italia (bandiera) | D     | Roberto Cevoli      |
|    | Italia (bandiera) | C     | Paolo Di Simoni     |
|    | Italia (bandiera) | D     | Andrea Ferri        |
|    | Italia (bandiera) | C     | Luigi Galli         |
|    | Italia (bandiera) | A     | Dario Hübner        |
|    | Italia (bandiera) | D     | Filippo Medri       |
|    | Italia (bandiera) | P     | Alessandro Misefori |
|    | Italia (bandiera) | C     | Rocco Parisi        |
|    | Italia (bandiera) | A     | Filippo Renzoni     |

| N. |                   | Ruolo | Calciatore           |
| -- | ----------------- | ----- | -------------------- |
|    | Italia (bandiera) | A     | Mario Rossini        |
|    | Italia (bandiera) | C     | Riccardo Rovinelli   |
|    | Italia (bandiera) | D     | Gianfranco Schillaci |
|    | Italia (bandiera) | A     | Andrea Silvi         |
|    | Italia (bandiera) | C     | Luciano Sola         |
|    | Italia (bandiera) | D     | Antonio Telari       |
|    | Italia (bandiera) |       | Teodorani            |
|    | Italia (bandiera) | C     | Piero Tersigni       |
|    | Italia (bandiera) | D     | Franco Zandonai      |
|    | Italia (bandiera) | C     | Lamberto Zauli       |

## Risultati

### Campionato

#### Girone di andata
| 15 settembre 1991 1ª giornata | Giarre | 2 – 0 | Fano |  |

| 22 settembre 1991 2ª giornata | Fano | 4 – 0 | Siracusa |  |

| 29 settembre 1991 3ª giornata | Ischia Isolaverde | 1 – 1 | Fano |  |

| 6 ottobre 1991 4ª giornata | Fano | 0 – 1 | Monopoli |  |

| 13 ottobre 1991 5ª giornata | Fano | 2 – 2 | Fidelis Andria |  |

| 20 ottobre 1991 6ª giornata | Chieti | 1 – 1 | Fano |  |

| 27 ottobre 1991 7ª giornata | Fano | 3 – 0 | Reggina |  |

| 10 novembre 1991 8ª giornata | Barletta | 1 – 1 | Fano |  |

| 17 novembre 1991 9ª giornata | Acireale | 2 – 1 | Fano |  |

| 24 novembre 1991 10ª giornata | Fano | 0 – 0 | Sambenedettese |  |

| Nola 1º dicembre 1991 11ª giornata | Nola                     | 0 – 0 | Fano | Stadio Comunale Piazza d'Armi (1300 spett.)\| Arbitro: \| Scarfò (Reggio Calabria) \| |
| Arbitro:                           | Scarfò (Reggio Calabria) |       |      |                                                                                       |

| 8 dicembre 1991 12ª giornata | Fano | 0 – 0 | Ternana |  |

| 15 dicembre 1991 13ª giornata | Casarano | 0 – 1 | Fano |  |

| 22 dicembre 1991 14ª giornata | Fano | 1 – 1 | Salernitana |  |

| 29 dicembre 1991 15ª giornata | Licata | 0 – 0 | Fano |  |

| 12 gennaio 1992 16ª giornata | Fano | 0 – 1 | Perugia |  |

| 19 gennaio 1992 17ª giornata | Catania | 2 – 1 | Fano |  |

#### Girone di ritorno
| 26 gennaio 1992 18ª giornata | Fano | 0 – 0 | Giarre |  |

| 9 febbraio 1992 19ª giornata | Siracusa | 2 – 0 | Fano |  |

| 16 febbraio 1992 20ª giornata | Fano | 0 – 0 | Ischia Isolaverde |  |

| 23 febbraio 1992 21ª giornata | Monopoli | 1 – 0 | Fano |  |

| 1º marzo 1992 22ª giornata | Fidelis Andria | 4 – 1 | Fano |  |

| 8 marzo 1992 23ª giornata | Fano | 1 – 0 | Chieti |  |

| 15 marzo 1992 24ª giornata | Reggina | 0 – 0 | Fano |  |

| 23 marzo 1992 25ª giornata | Fano | 1 – 2 | Barletta |  |

| 5 aprile 1992 26ª giornata | Fano | 3 – 2 | Acireale |  |

| 12 aprile 1992 27ª giornata | Sambenedettese | 2 – 1 | Fano |  |

| Arbitro: | Angelo Bonfrisco (Monza) |

|                    |           |  |
| Lamberto Zauli 43’ | Marcatori |  |

| 26 aprile 1992 29ª giornata | Ternana | 1 – 0 | Fano |  |

| 3 maggio 1992 30ª giornata | Fano | 1 – 0 | Casarano |  |

| 10 maggio 1992 31ª giornata | Salernitana | 2 – 1 | Fano |  |

| 17 maggio 1992 32ª giornata | Fano | 2 – 1 | Licata |  |

| 24 maggio 1992 33ª giornata | Perugia | 1 – 0 | Fano |  |

| 31 maggio 1992 34ª giornata | Fano | 2 – 0 | Catania |  |